# Iva Straková
Iva Straková, född den 4 augusti 1980, är en tjeckisk friidrottare som tävlar i höjdhopp.
Straková deltog vid Olympiska sommarspelen 2004 men tog sig då inte vidare till finalen. Hennes första mästerskapsfinal var VM 2005 i Helsingfors då hon slutade på elfte plats. Hon var även i final vid inomhus-VM 2008 då hon blev åtta efter att ha klarat 1,93.
Samma höjd tog hon vid Olympiska sommarspelen 2008 vilket räckte till en tolfte plats i finalen. Hon var även i final vid inomhus-EM 2009 och blev då sjua efter att ha klarat 1,92.

## Personliga rekord
- Höjdhopp - 1,95 meter (inomhus 1,98 meter)